# Greg Luer
Gregory Roland "Greg" Luer (Brighton, Anglia, 1994. december 6. –) angol labdarúgó, a Hull Cityben játszik, csatárként.

## Pályafutása

### Kezdeti évek
Luer ifiként megfordult a Hove Rivervale-ben, a Whitehawkban és az Eastbourne Borough-ban, mielőtt 2012-ben az Isthmian League-ben szereplő Burgess Hill Town leigazolta volna. A csapat menedzsere, Ian Chapman már 17 évesen az első csapatnál számított rá, majd jó teljesítménye miatt beajánlotta a Brighton & Hove Albionhoz, ahol ő is kezdte a pályafutását játékosként, de a csapat nem tartott igényt Luerre.

### Hull City
2015 januárjában leigazolta a Premier League-ben szereplő Hull City, majd még abban a hónapban kölcsönadták a Port Vale-nek, a harmadosztályba. Február 7-én, egy Bradford City elleni mérkőzésen mutatkozott be, a 86. percben csereként beállva. Mindössze egy további bajnokin játszhatott, mielőtt visszatért volna anyaegyesületéhez.
A Hull Cityben a 2015/16-os szezon első napján, a Huddersfield Town ellen debütált, csereként váltva Chuba Akpomot. 2015. augusztus 11-én megszerezte első gólját, egy Accrington Stanley elleni Ligakupa-meccsen. A mérkőzés büntetőpárbajban dőlt el, ahol Luer értékesítette a maga tizenegyesét, ezzel hozzájárulva csapata továbbjutásához. Két héttel később, a következő körben győztes gólt szerzett a Rochdale ellen.
2016. február 9-én egy hónapra kölcsönvette a harmadosztályú Scunthorpe United. Egyszer kezdőként, háromszor pedig csereként kapott lehetőséget. Nick Daws menedzser állítólag szerette volna meghosszabbítani kölcsönszerződését, de az egy hónap leteltével visszatért a Hullhoz. Március 12-én a negyedosztályú Stevenage-hez került kölcsönbe, egy hónapra. Az első öt meccsén olyan jól teljesített, hogy végül a szezon végéig meghosszabbították a kölcsönszerződését.

## Külső hivatkozások
- Greg Luer pályafutásának statisztikái a Soccerbase oldalon (angolul)